# Monika Hohmann (Fußballspielerin)
Monika Hohmann (* 28. September 1963) ist eine ehemalige deutsche Fußballspielerin. 

## Karriere
Hohmann gehörte dem KBC Duisburg als Abwehrspielerin an, mit dem sie dreimal ein Finale erreichte.
Ihr erstes – um den nationalen Vereinspokal – fand am 26. Mai 1985 im Olympiastadion Berlin vor 25.000 Zuschauern – als Vorspiel zum Männerfinale – statt und wurde mit 3:4 im Elfmeterschießen gegen den FSV Frankfurt verloren.
Ihr zweites – um die Deutsche Meisterschaft – am 30. Juni 1985 im Duisburger Stadion an der Westender Straße gegen den FC Bayern München wurde mit dem Treffer von Mitspielerin Anja Klinkowski zum 1:0 in der 76. Minute entschieden.
Ihr drittes, das am 26. Mai 1988 im Bergisch Gladbacher Stadion An der Paffrather Straße gegen die SSG 09 Bergisch Gladbach um die Deutsche Meisterschaft ausgetragen wurde, gewann diese mit 5:4 im Elfmeterschießen.

## Erfolge
- Deutscher Meister 1985, Finalist 1988
- DFB-Pokal-Finalist 1985